# Kosmiczni bracia
Kosmiczni bracia – powieść science fiction Krzysztofa Borunia i Andrzeja Trepki wydana po raz pierwszy w 1959 przez Wydawnictwo Iskry. Trzeci tom kosmicznej trylogii, poprzednie to: Zagubiona przyszłość i Proxima.

## Historia wydań
Wydanie drugie z 1987 (Iskry) jest nieco zmienione i uwspółcześnione. Jednak kluczowość wątku wenusjańskiego uniemożliwiła zrezygnowanie ze sprzecznej z współczesnymi badaniami wizji wszechoceanu oblewającego tę planetę.

## Fabuła
Wyprawa Ziemian leci z układu gwiazdy Proxima Centauri (najbliższa znana gwiazda) do podwójnego układu Alfa Centauri. Ziemianie wiedzą, że cywilizacja urpiańska przeniosła się do tego układu. Mniejsza grupa korzysta ze statku Satelot o napędzie fotonowym, skonstruowanym na podstawie technologii urpiańskiej. Większa grupa korzysta z wolniejszego Astrobolidu, zbudowanego na Ziemi. Satelot ulega uszkodzeniu i grozi mu spalenie wskutek zbliżenia do gwiazdy. Dodatkowo załoga niechcący niszczy statek urpiański. Jednak bezzałogowe statki Urpian ostatecznie ratują Satelot i umożliwiają mu dalszy lot. Satelot dociera do planety, na której widoczna jest aktywność techniczna. Okazuje się, że nie ma tu istot żywych, a planeta jest tylko wielką fabryką. Satelot ulega katastrofie i  ludzie pozostają w samych skafandrach. Przed śmiercią ratują ich zdalnie Urpianie i przenoszą na Juventę (planetę, gdzie sami mieszkają). Są tu warunki dobre do życia ale Urpianie zabierają Ziemianom wszelkie zdobycze cywilizacji. Ziemianie muszą zacząć od polowania na zwierzęta i robić ubranie z traw. Jednocześnie Urpianie prowadzą eksperymenty, wskutek których najmłodsza z Ziemianek – Zoe zachodzi w ciążę. Zoe rodzi Lu, szybko dorastające dziecko obdarzone zmysłem radiowym – podobnie jak Urpianie. Do Juventy dociera Astrobolid. Ostatecznie nawiązuje się niełatwy kontakt z Urpianami. Są to trzynożne, wielkogłowe istoty. Urpianie, za pomocą swoich przyrządów, obserwowali działania ludzi jeszcze w układzie Proximy, a nawet mają dane z Układu Słonecznego. Lu, wraz ze sprzyjającym mu mężem Daisy Brown, korzystając ze środków technicznych Urpian, przejmują kontrolę nad resztą ekspedycji i chcą wyhodować więcej podobnych do Lu osobników. Daisy udaje się udaremnić te próby. Po zażegnaniu tych nieporozumień wynikających głównie z diametralnych różnic psychofizycznych między przedstawicielami odmiennych kultur, ludzie wracają do Układu Słonecznego. Towarzyszy im Urpianin A-Cis.
Tymczasem Ziemię ogarnia inwazja krzemoorganicznych silikoków – bakterii kierowanych przez inteligentne istoty – Silihomidów. Walka z nimi jest niezwykle trudna, wymaga nawet odparowywania znacznych połaci terenu za pomocą bomb wodorowych. Ludzie ponoszą klęskę za klęską i przygotowują się do całkowitej migracji na Wenus i Marsa. Od ostatecznej klęski na Ziemi ratuje ich poświęcenie A-Cisa, który płacąc życiem naprawia uszkodzony przez fanatyków urpiański komputer (Pamięć Wieczysta), specjalnie przeznaczony do walki z silikokami.

## Analiza
Jednym z motywów powieści jest pierwszy kontakt między ziemianami a cywilizacją obcych. Innym rzadko stosowanym motywem powieści jest fakt, że główną rolę w powieści odgrywa obcy - kosmita A-Cis.
Powieść przedstawiała także wysoko skomputeryzowane społeczeństwo obcych, przedstawiając tematy takie jak superkomputery, interfejsy mózg–komputer i automatyczne fabryki.
Powieść odczytano także jako krytykę cywilizacji technicznej.